# Världscupen i backhoppning 2007/2008
Världscupen i backhoppning 2007/2008 började i Kuusamo i Finland den 1 december 2007 och avslutades i Planica i Slovenien den 16 mars 2008. Säsongen dominerades av österrikarna Thomas Morgenstern och Gregor Schlierenzauer som däremellan totalt vann 16 av 27 individuella deltävlingar.
Thomas Morgenstern vann totaltiteln för första gången i sin karriär framför Gregor Schlierenzauer, medan den finländske veteranen Janne Ahonen slutade på tredje plats. Janne Ahonen vann den traditionella tysk-österrikiska backhopparveckan, medan Gregor Schlierenzauer vann Nordic Tournament.  
Föregående säsongs slutsegrare Adam Małysz hade en säsong full av backslag, han slutade totalt på tolfte plats, och misslyckades med att nå en prispallplacering i någon av de 27 deltävlingarna. Denna säsong tog Tom Hilde och Anders Bardal från Norge sina första världscupdeltävlingssegrar i sna respektive karriärer.

## Individuella världscupen
- Hopparen listad i rött ledare av världscupen då deltävlingen hölls, och hade på sig röd ledartröja.
- Hopparen listad i blått ledare av Nordic Tournament då deltävlingen hölls, och hade på sig blå ledartröja.
- Hopparen listad i guldfärg ledare av tysk-österrikiska backhopparveckan då deltävlingen hölls, och hade på sig guldfärgad ledartröja.

### Kuusamo
HS142 Kuusamo, Finland

1 december 2007
Noterbart:
- Adam Małysz bar den röda ledartröjan som regerande världscupmästare.
- Thomas Morgenstern satte nytt backrekord i sitt första hopp, med 146,5 meter. Några minuter senare hoppade Gregor Schlierenzauer 0,5 meter längre än Thomas Morgenstern, och satte nytt backrekord.
- Tom Hilde nådde prispallen för första gången i sin karriär. Bjørn Einar Romørens första prispall sedan mars 2006.

| Placering | Namn                  | Land      | Första hoppet (meter) | Andra hoppet (meter) | Poäng | Totalpoäng i världscupen (Rank) |
| --------- | --------------------- | --------- | --------------------- | -------------------- | ----- | ------------------------------- |
| 1         | Thomas Morgenstern    | Österrike | 146,5                 | 137,0                | 308,8 | 100 (1)                         |
| 2         | Bjørn Einar Romøren   | Norge     | 143,0                 | 139,0                | 306,6 | 080 (2)                         |
| 3         | Tom Hilde             | Norge     | 142,0                 | 138,5                | 298,9 | 060 (3)                         |
| 4         | Gregor Schlierenzauer | Österrike | 147,0                 | 135,0                | 298,1 | 050 (4)                         |
| 5         | Matti Hautamäki       | Finland   | 141,5                 | 130,5                | 290,1 | 045 (5)                         |
|           |                       |           |                       |                      |       |                                 |
| 16        | Adam Małysz           | Polen     | 134,0                 | 128,0                | 268,6 | 015 (16)                        |

### Trondheim
HS131 Trondheim, Norge

8 december 2007
Noterbart:
- Föregående säsongs totaltvåa och slutsegrare i tysk-österrikiska backhopparveckan Anders Jacobsen föll i sitt första försökshopp, och fick hjärnskakning.

| Placering | Namn                  | Land      | Första hoppet (meter) | Andra hoppet (meter) | Poäng | Totalpoäng i världscupen (Rank) |
| --------- | --------------------- | --------- | --------------------- | -------------------- | ----- | ------------------------------- |
| 1         | Thomas Morgenstern    | Österrike | 133,0                 | 131,0                | 275,7 | 200 (1)                         |
| 2         | Gregor Schlierenzauer | Österrike | 134,0                 | 129,5                | 269,8 | 130 (2)                         |
| 3         | Tom Hilde             | Norge     | 131,0                 | 130,5                | 268,2 | 120 (3)                         |
| 4         | Janne Ahonen          | Finland   | 130,0                 | 128,0                | 261,9 | 068 (5)                         |
| 5         | Jernej Damjan         | Slovenien | 130,5                 | 127,0                | 261,5 | 054 (8)                         |

 HS131 Trondheim, Norge

9 december 2007
| Placering | Namn                | Land      | Första hoppet (meter) | Andra hoppet (meter) | Poäng | Totalpoäng i världscupen (Rank) |
| --------- | ------------------- | --------- | --------------------- | -------------------- | ----- | ------------------------------- |
| 1         | Thomas Morgenstern  | Österrike | 134,0                 | 128,0                | 269,6 | 300 (1)                         |
| 2         | Andreas Kofler      | Österrike | 124,0                 | 130,0                | 255,2 | 100 (7)                         |
| 3         | Wolfgang Loitzl     | Österrike | 123,5                 | 126,5                | 248,0 | 110 (5)                         |
| 4         | Bjørn Einar Romøren | Norge     | 127,0                 | 123,0                | 247,5 | 141 (4)                         |
| 5         | Jernej Damjan       | Slovenien | 125,0                 | 125,5                | 246,9 | 99 (8)                          |

### Villach
HS98 Villach, Österrike

13 december 2007
Denna deltävling ersatte den avbrutna deltävlingen i Kranj (se nedan).
| Placering | Namn                  | Land      | Första hoppet (meter) | Andra hoppet (meter) | Poäng | Totalpoäng i världscupen (Rank) |
| --------- | --------------------- | --------- | --------------------- | -------------------- | ----- | ------------------------------- |
| 1         | Thomas Morgenstern    | Österrike | 94,5                  | 96,0                 | 254,5 | 400 (1)                         |
| 2         | Janne Ahonen          | Finland   | 93,0                  | 95,0                 | 243,5 | 184 (4)                         |
| 3         | Gregor Schlierenzauer | Österrike | 92,0                  | 94,5                 | 242,5 | 219 (2)                         |
| 4         | Roman Koudelka        | Tjeckien  | 90,5                  | 94,0                 | 239,0 | 85 (12)                         |
| 5         | Wolfgang Loitzl       | Österrike | 93,0                  | 90,5                 | 238,0 | 155 (6)                         |
| 5         | Jernej Damjan         | Slovenien | 93,0                  | 91,5                 | 238,0 | 144 (7)                         |

 HS98 Villach, Österrike

14 december 2007
| Placering | Namn                  | Land      | Första hoppet (meter) | Andra hoppet (meter) | Poäng | Totalpoäng i världscupen (Rank) |
| --------- | --------------------- | --------- | --------------------- | -------------------- | ----- | ------------------------------- |
| 1         | Thomas Morgenstern    | Österrike | 95,0                  | 95,0                 | 249,5 | 500 (1)                         |
| 2         | Gregor Schlierenzauer | Österrike | 92,5                  | 93,0                 | 243,5 | 299 (2)                         |
| 3         | Janne Ahonen          | Finland   | 91,0                  | 94,0                 | 238,5 | 244 (3)                         |
| 4         | Wolfgang Loitzl       | Österrike | 89,5                  | 93,5                 | 236,0 | 205 (4)                         |
| 4         | Roman Koudelka        | Tjeckien  | 91,0                  | 92,5                 | 236,0 | 135 (11)                        |

### Kranj
HS109 Kranj, Slovenien

16 december 2007
Deltävlingen avbröts på grund av snöbrist och varm temperatur; och ersattes med en extra deltävling i Villach den 13 december 2007 (se ovan)

### Engelberg
HS137 Engelberg, Schweiz

22 december 2007
| Placering | Namn                  | Land      | Första hoppet (meter) | Andra hoppet (meter) | Poäng | Totalpoäng i världscupen (Rank) |
| --------- | --------------------- | --------- | --------------------- | -------------------- | ----- | ------------------------------- |
| 1         | Thomas Morgenstern    | Österrike | 132,5                 | 133,0                | 260,4 | 600 (1)                         |
| 2         | Andreas Kofler        | Österrike | 134,5                 | 128,5                | 254,4 | 248 (6)                         |
| 3         | Tom Hilde             | Norge     | 133,5                 | 129,5                | 252,9 | 256 (4)                         |
| 4         | Gregor Schlierenzauer | Österrike | 126,5                 | 134,5                | 249,8 | 349 (2)                         |
| 5         | Wolfgang Loitzl       | Österrike | 130,5                 | 126,5                | 242,6 | 250 (5)                         |

 HS137 Engelberg, Schweiz

23 december 2007
| Placering | Namn                  | Land      | Första hoppet (meter) | Andra hoppet (meter) | Poäng | Totalpoäng i världscupen (Rank) |
| --------- | --------------------- | --------- | --------------------- | -------------------- | ----- | ------------------------------- |
| 1         | Andreas Küttel        | Schweiz   | 125,5                 | 136,0                | 252,7 | 227 (7)                         |
| 2         | Gregor Schlierenzauer | Österrike | 124,5                 | 136,0                | 248,9 | 429 (2)                         |
| 3         | Thomas Morgenstern    | Österrike | 124,5                 | 135,0                | 246,6 | 660 (1)                         |
| 4         | Wolfgang Loitzl       | Österrike | 122,5                 | 136,0                | 246,3 | 300 (3)                         |
| 5         | Andreas Kofler        | Österrike | 130,0                 | 139,0                | 243,2 | 293 (4)                         |

### Tysk-österrikiska backhopparveckan

#### Oberstdorf
HS137 Oberstdorf, Tyskland

30 december 2007
| Placering | Namn                  | Land      | Första hoppet (meter) | Andra hoppet (meter) | Poäng | Poäng i backhopparv. | Totalpoäng i världscupen (Rank) |
| --------- | --------------------- | --------- | --------------------- | -------------------- | ----- | -------------------- | ------------------------------- |
| 1         | Thomas Morgenstern    | Österrike | 136,5                 | 141,5                | 295,9 | 295,9                | 760 (1)                         |
| 2         | Gregor Schlierenzauer | Österrike | 136.0                 | 130.5                | 280.7 | 280.7                | 509 (2)                         |
| 3         | Janne Ahonen          | Finland   | 130.5                 | 137.0                | 279.0 | 279.0                | 335 (3)                         |
| 4         | Tom Hilde             | Norge     | 133.0                 | 132.5                | 277.9 | 277.9                | 330 (4)                         |
| 5         | Simon Ammann          | Schweiz   | 129.0                 | 131.5                | 269.9 | 269.9                | 218 (9)                         |

#### Garmisch-Partenkirchen
HS140 Garmisch-Partenkirchen, Tyskland

1 januari 2008
Noterbart:
- Janne Ahonens 100:e prispallplacerade målgång i karriären.
- Michael Neumayers första prispallplacerade målgång i karriären.

| Placering | Namn                  | Land      | Första hoppet (meter) | Andra hoppet (meter) | Poäng | Poäng i backhopparv. | Totalpoäng i världscupen (Rank) |
| --------- | --------------------- | --------- | --------------------- | -------------------- | ----- | -------------------- | ------------------------------- |
| 1         | Gregor Schlierenzauer | Österrike | 132.0                 | 141.0                | 274.4 | 555.1 (1)            | 609 (2)                         |
| 2         | Janne Ahonen          | Finland   | 139.0                 | 135.0                | 272.7 | 551.7 (3)            | 415 (3)                         |
| 3         | Michael Neumayer      | Tyskland  | 131.5                 | 135.5                | 258.6 | 518.1 (5)            | 240 (10)                        |
| 4         | Roman Koudelka        | Tjeckien  | 132.0                 | 132.0                | 256.7 | 504.2 (9)            | 220 (13)                        |
| 5         | Adam Małysz           | Polen     | 133.0                 | 131.5                | 256.6 | 503.5 (10)           | 243 (9)                         |
| 6         | Thomas Morgenstern    | Österrike | 129.5                 | 133.0                | 256.0 | 551.9 (2)            | 800 (1)                         |

#### Innsbruck
HS130 Innsbruck, Österrike

4 januari 2008
Deltävlingen avbruten på grund av starka vindar; ersatt med tillagd deltävling i Bischofshofen den 5 januari 2008 (se nedan)

#### Bischofshofen (första deltävling)
HS140 Bischofshofen, Österrike
5 januari 2008
| Placering | Namn                  | Land      | Första hoppet (meter) | Andra hoppet (meter) | Poäng | Totalpoäng i världscupen (Rank) |          |
| --------- | --------------------- | --------- | --------------------- | -------------------- | ----- | ------------------------------- | -------- |
| 1         | Janne Ahonen          | Finland   | 139.5                 | 138.0                | 282.5 | 834.2 (1)                       | 515 (3)  |
| 2         | Thomas Morgenstern    | Österrike | 138.0                 | 132.5                | 271.4 | 823.3 (2)                       | 880 (1)  |
| 3         | Simon Ammann          | Schweiz   | 126.5                 | 139.0                | 259.4 | 776.7 (5)                       | 307 (7)  |
| 4         | Dmitrij Vasiljev      | Ryssland  | 133.0                 | 131.5                | 257.1 | 745.6 (10)                      | 132 (16) |
| 5         | Gregor Schlierenzauer | Österrike | 132.5                 | 132.0                | 256.6 | 811.7 (3)                       | 654 (2)  |

#### Bischofshofen (andra deltävling)
HS140 Bischofshofen, Österrike
6 januari 2008
| Placering | Namn               | Land      | Första hoppet (meter) | Andra hoppet (meter) | Poäng | Totalpoäng i världscupen (Rank) |          |
| --------- | ------------------ | --------- | --------------------- | -------------------- | ----- | ------------------------------- | -------- |
| 1         | Janne Ahonen       | Finland   | 126.0                 | 136.0                | 251.6 | 1085.8 (1)                      | 615 (3)  |
| 2         | Anders Bardal      | Norge     | 132.5                 | 124.5                | 243.6 | 958.7 (7)                       | 245 (13) |
| 3         | Thomas Morgenstern | Österrike | 121.0                 | 135.5                | 242.7 | 1066.0 (2)                      | 940 (1)  |
| 4         | Martin Schmitt     | Tyskland  | 121.5                 | 132.5                | 235.7 | 955.9 (8)                       | 115 (20) |
| 5         | Denis Kornilov     | Ryssland  | 120.0                 | 132.0                | 232.6 | 685.0 (24)                      | 140 (18) |

### Val di Fiemme
HS134 Predazzo, Italien

12 januari 2008
Noterbart:
- Tom Hildes första världscupdeltävlingsvinst i karriären
- Andra omgången avbruten efter att Bjørn Einar Romøren förlorade sin skida då han hoppade och genomled ett våldsamt fall vid andra omgångens början.

| Placering | Namn               | Land      | Första hoppet (meter) | Andra hoppet (meter) | Poäng | Totalpoäng i världscupen (Rank) |
| --------- | ------------------ | --------- | --------------------- | -------------------- | ----- | ------------------------------- |
| 1         | Tom Hilde          | Norge     | 130.5                 | -                    | 133.9 | 502 (4)                         |
| 2         | Sigurd Pettersen   | Norge     | 130.0                 | -                    | 133.5 | 128 (22)                        |
| 3         | Wolfgang Loitzl    | Österrike | 129.0                 | -                    | 132.7 | 458 (5)                         |
| 4         | Thomas Morgenstern | Österrike | 128.5                 | -                    | 131.8 | 990 (1)                         |
| 5         | Janne Ahonen       | Finland   | 129.0                 | -                    | 129.2 | 660 (3)                         |

 HS134 Predazzo, Italien

13 januari 2008
| Placering | Namn               | Land      | Första hoppet (meter) | Andra hoppet (meter) | Poäng | Totalpoäng i världscupen (Rank) |
| --------- | ------------------ | --------- | --------------------- | -------------------- | ----- | ------------------------------- |
| 1         | Tom Hilde          | Norge     | 124.5                 | 128.5                | 253.4 | 602 (4)                         |
| 2         | Thomas Morgenstern | Österrike | 128.5                 | 120.5                | 247.7 | 1070 (1)                        |
| 3         | Anders Jacobsen    | Norge     | 125.0                 | 123.5                | 246.3 | 223 (15)                        |
| 4         | Janne Ahonen       | Finland   | 123.5                 | 125.5                | 245.7 | 710 (2)                         |
| 5         | Jernej Damjan      | SLO       | 124.0                 | 124.5                | 243.8 | 297 (12)                        |

### Harrachov
HS205 Harrachov, Tjeckien

19 januari 20 januari 2008
Deltävlingen omlagd på grund av dåliga väderförhållanden. Andra omgången avbruten på grund av för starka vindar.
| Placering | Namn               | Land      | Första hoppet (meter) | Andra hoppet (meter) | Poäng | Totalpoäng i världscupen (Rank) |
| --------- | ------------------ | --------- | --------------------- | -------------------- | ----- | ------------------------------- |
| 1         | Janne Ahonen       | Finland   | 199.5                 | -                    | 187.9 | 810 (2)                         |
| 2         | Tom Hilde          | Norge     | 193.0                 | -                    | 185.6 | 682 (4)                         |
| 3         | Anders Jacobsen    | Norge     | 191.0                 | -                    | 181.2 | 283 (13)                        |
| 4         | Dmitrij Vasiljev   | Ryssland  | 191.0                 | -                    | 178.2 | 236 (16)                        |
| 5         | Thomas Morgenstern | Österrike | 188.0                 | -                    | 177.6 | 1115 (1)                        |

 HS205 Harrachov, Tjeckien

20 januari 2008
Deltävlingen avbruten på grund av starka vindar

### Zakopane
HS134 Zakopane, Polen

25 januari 2008
| Placering | Namn                  | Land      | Första hoppet (meter) | Andra hoppet (meter) | Poäng | Totalpoäng i världscupen (Rank) |
| --------- | --------------------- | --------- | --------------------- | -------------------- | ----- | ------------------------------- |
| 1         | Gregor Schlierenzauer | Österrike | 134.0                 | 131.0                | 276.5 | 807 (3)                         |
| 2         | Anders Jacobsen       | Norge     | 136.5                 | 129.0                | 270.4 | 363 (9)                         |
| 3         | Thomas Morgenstern    | Österrike | 126.0                 | 132.0                | 264.9 | 1175 (1)                        |
| 4         | Wolfgang Loitzl       | Österrike | 131.0                 | 128.0                | 264.2 | 557 (5)                         |
| 5         | Harri Olli            | Finland   | 126.0                 | 132.5                | 262.8 | 85 (30)                         |

 HS134 Zakopane, Polen

26 januari 27 januari 2008
Deltävlingen omlagd på grund av starka vindar. Andra omgången avbruten på grund av starka vindar och tunga snöfall.
Noterbart:
- Anders Bardals första världscupdeltävlingsvinst i karriären.

| Placering | Namn               | Land      | Första hoppet (meter) | Andra hoppet (meter) | Poäng | Totalpoäng i världscupen (Rank) |
| --------- | ------------------ | --------- | --------------------- | -------------------- | ----- | ------------------------------- |
| 1         | Anders Bardal      | Norge     | 137.0                 | -                    | 149.1 | 461 (6)                         |
| 2         | Thomas Morgenstern | Österrike | 135.0                 | -                    | 145.0 | 1255 (1)                        |
| 3         | Simon Ammann       | Schweiz   | 136.5                 | -                    | 144.2 | 448 (8)                         |
| 4         | Adam Małysz        | Polen     | 133.5                 | -                    | 141.3 | 386 (11)                        |
| 5         | Andreas Küttel     | Schweiz   | 134.0                 | -                    | 141.2 | 459 (7)                         |

### Sapporo
HS134 Sapporo, Japan

2 februari 2008
Noterbart:
- Thomas Morgensterns 10:e världscupdeltävlingsvinst i karriären.

| Placering | Namn               | Land      | Första hoppet (meter) | Andra hoppet (meter) | Poäng | Totalpoäng i världscupen (Rank) |
| --------- | ------------------ | --------- | --------------------- | -------------------- | ----- | ------------------------------- |
| 1         | Thomas Morgenstern | Österrike | 125.5                 | 131.5                | 261.6 | 1355 (1)                        |
| 2         | Janne Happonen     | Finland   | 120.5                 | 130.0                | 249.9 | 261 (17)                        |
| 3         | Martin Koch        | Österrike | 125.5                 | 127.5                | 249.3 | 261 (17)                        |
| 4         | Anders Jacobsen    | Norge     | 118.5                 | 129.5                | 242.9 | 453 (9)                         |
| 5         | Tom Hilde          | Norge     | 119.5                 | 125.5                | 238.5 | 803 (4)                         |

 HS134 Sapporo, Japan

3 februari 2008
| Placering | Namn                | Land      | Första hoppet (meter) | Andra hoppet (meter) | Poäng | Totalpoäng i världscupen (Rank) |
| --------- | ------------------- | --------- | --------------------- | -------------------- | ----- | ------------------------------- |
| 1         | Thomas Morgenstern  | Österrike | 135.0                 | 139.0                | 288.7 | 1455 (1)                        |
| 2         | Janne Happonen      | Finland   | 128.5                 | 134.0                | 272.5 | 341 (15)                        |
| 3         | Anders Bardal       | Norge     | 127.0                 | 131.5                | 264.3 | 547 (6)                         |
| 4         | Bjørn Einar Romøren | Norge     | 130.0                 | 125.5                | 258.4 | 374 (13)                        |
| 5         | Denis Kornilov      | Ryssland  | 132.5                 | 122.0                | 253.6 | 217 (19)                        |

### Liberec
HS134 Liberec, Tjeckien

8 februari 2008
| Placering | Namn                  | Land      | Första hoppet (meter) | Andra hoppet (meter) | Poäng | Totalpoäng i världscupen (Rank) |
| --------- | --------------------- | --------- | --------------------- | -------------------- | ----- | ------------------------------- |
| 1         | Thomas Morgenstern    | Österrike | 132.0                 | 128.5                | 272.4 | 1555 (1)                        |
| 2         | Gregor Schlierenzauer | Österrike | 130.5                 | 129.0                | 268.1 | 919 (2)                         |
| 3         | Andreas Küttel        | Schweiz   | 128.0                 | 130.5                | 260.8 | 584 (7)                         |
| 4         | Janne Ahonen          | Finland   | 127.5                 | 128.5                | 258.8 | 895 (3)                         |
| 5         | Anders Bardal         | Norge     | 124.5                 | 129.5                | 255.7 | 592 (6)                         |

 HS134 Liberec, Tjeckien

9 februari 2008
| Placering | Namn                  | Land      | Första hoppet (meter) | Andra hoppet (meter) | Poäng | Totalpoäng i världscupen (Rank) |
| --------- | --------------------- | --------- | --------------------- | -------------------- | ----- | ------------------------------- |
| 1         | Anders Jacobsen       | Norge     | 128.5                 | 130.0                | 262.3 | 583 (8)                         |
| 2         | Gregor Schlierenzauer | Österrike | 127.0                 | 128.5                | 258.4 | 999 (2)                         |
| 3         | Martin Koch           | Österrike | 132.5                 | 124.0                | 258.2 | 369 (16)                        |
| 4         | Simon Ammann          | Schweiz   | 129.5                 | 127.0                | 256.2 | 570 (9)                         |
| 5         | Janne Ahonen          | Finland   | 129.0                 | 125.5                | 255.6 | 940 (3)                         |
| 8         | Thomas Morgenstern    | Österrike | 124.5                 | 126.0                | 249.9 | 1587 (1)                        |

### Willingen
HS145 Willingen, Tyskland

17 februari 2008
Noterbart:
- Med sex deltävlingar kvar, säkrade Thomas Morgenstern slutsegern i världscupen 2007/2008.

| Placering | Namn                | Land      | Första hoppet (meter) | Andra hoppet (meter) | Poäng | Totalpoäng i världscupen (Rank) |
| --------- | ------------------- | --------- | --------------------- | -------------------- | ----- | ------------------------------- |
| 1         | Bjørn Einar Romøren | Norge     | 142.0                 | 147.5                | 286.6 | 512 (10)                        |
| 2         | Jernej Damjan       | Slovenien | 143.0                 | 143.5                | 282.2 | 503 (11)                        |
| 3         | Anders Bardal       | Norge     | 142.0                 | 143.5                | 279.9 | 668 (5)                         |
| 4         | Harri Olli          | Finland   | 140.5                 | 143.5                | 276.2 | 210 (21)                        |
| 5         | Thomas Morgenstern  | Österrike | 141.0                 | 141.5                | 273.5 | 1632 (1)                        |

### Nordic Tournament

#### Lahti
HS130 Lahtis, Finland

2 mars 2008

Deltävlingen avbruten på grund av för starka vindar; ersatt med tillagd deltävling i Kuopio den 3 mars 2008 (se nedan)

#### Kuopio
HS127 Kuopio, Finland

3 mars 2008
| Placering | Namn                  | Land      | Första hoppet (meter) | Andra hoppet (meter) | Poäng | Totalpoäng i världscupen (Rank) |          |
| --------- | --------------------- | --------- | --------------------- | -------------------- | ----- | ------------------------------- | -------- |
| 1         | Janne Happonen        | Finland   | 134.5                 | -                    | 142.6 | 142.6 (1)                       | 509 (13) |
| 2         | Gregor Schlierenzauer | Österrike | 132.0                 | -                    | 137.6 | 137.6 (2)                       | 1111 (2) |
| 3         | Anders Jacobsen       | Norge     | 132.0                 | -                    | 136.6 | 136.6 (3)                       | 669 (7)  |
| 4         | Tom Hilde             | Norge     | 132.5                 | -                    | 136.0 | 136.0 (4)                       | 967 (4)  |
| 5         | Simon Ammann          | Schweiz   | 129.5                 | -                    | 133.1 | 133.1 (5)                       | 639 (9)  |
| 12        | Thomas Morgenstern    | Österrike | 124.5                 | -                    | 124.1 | 124.1 (12)                      | 1654 (1) |

 HS127 Kuopio, Finland

4 mars 2008
| Placering | Namn                  | Land      | Första hoppet (meter) | Andra hoppet (meter) | Poäng | Totalpoäng i världscupen (Rank) |          |
| --------- | --------------------- | --------- | --------------------- | -------------------- | ----- | ------------------------------- | -------- |
| 1         | Janne Ahonen          | Finland   | 122.5                 | 126.0                | 248.3 | 378.7 (2)                       | 1098 (3) |
| 2         | Anders Bardal         | Norge     | 117.5                 | 128.0                | 240.4 | 373.0 (5)                       | 788 (5)  |
| 3         | Tom Hilde             | Norge     | 121.5                 | 122.5                | 237.2 | 373.2 (4)                       | 1027 (4) |
| 4         | Gregor Schlierenzauer | Österrike | 114.5                 | 129.0                | 236.8 | 374.4 (3)                       | 1161 (2) |
| 5         | Janne Happonen        | Finland   | 118.0                 | 125.5                | 236.3 | 378.9 (1)                       | 554 (11) |
| 8         | Thomas Morgenstern    | Österrike | 116.0                 | 124.0                | 231.0 | 355.1 (9)                       | 1686 (1) |

#### Lillehammer
HS138 Lillehammer, Norge

7 mars 2008
| Placering | Namn                  | Land      | Första hoppet (meter) | Andra hoppet (meter) | Poäng | Totalpoäng i världscupen (Rank) |          |
| --------- | --------------------- | --------- | --------------------- | -------------------- | ----- | ------------------------------- | -------- |
| 1         | Gregor Schlierenzauer | Österrike | 132.0                 | 129.5                | 257.9 | 632.3 (3)                       | 1261 (2) |
| 2         | Andreas Küttel        | Schweiz   | 126.5                 | 133.0                | 255.8 | 573.3 (12)                      | 739 (6)  |
| 3         | Janne Happonen        | Finland   | 124.5                 | 135.0                | 255.3 | 634.2 (1)                       | 614 (10) |
| 4         | Janne Ahonen          | Finland   | 126.5                 | 133.0                | 253.8 | 632.5 (2)                       | 1148 (3) |
| 5         | Tom Hilde             | Norge     | 133.5                 | 123.0                | 248.9 | 622.1 (4)                       | 1072 (4) |
| 8         | Thomas Morgenstern    | Österrike | 123.0                 | 129.0                | 240.8 | 595.9 (6)                       | 1718 (1) |

#### Oslo
HS128 Oslo, Norge

9 mars 2008
Noterbart:
- Gregor Schlierenzauer vann Nordic Tournament, före Tom Hilde och Janne Happonen

| Placering | Namn                  | Land      | Första hoppet (meter) | Andra hoppet (meter) | Poäng | Totalpoäng i världscupen (Rank) |          |
| --------- | --------------------- | --------- | --------------------- | -------------------- | ----- | ------------------------------- | -------- |
| 1         | Gregor Schlierenzauer | Österrike | 125.0                 | 123.5                | 265.3 | 897.6 (1)                       | 1361 (2) |
| 2         | Tom Hilde             | Norge     | 119.5                 | 123.5                | 256.4 | 878.5 (2)                       | 1152 (4) |
| 3         | Bjørn Einar Romøren   | Norge     | 117.5                 | 122.0                | 247.1 | 769.6 (11)                      | 630 (11) |
| 4         | Thomas Morgenstern    | Österrike | 122.0                 | 116.5                | 246.3 | 842.2 (6)                       | 1768 (1) |
| 5         | Janne Happonen        | Finland   | 111.5                 | 125.5                | 242.6 | 876.8 (3)                       | 659 (10) |

### Planica
HS215 Planica, Slovenien

14 mars 2008
Noterbart:
- Gregor Schlierenzauers världscupdeltävlingsvinst i karriären. Hans hopp i första omgången på  232.5 meters blev också nytt österrikiskt rekord och femte längsta backhopp någonsin.

| Placering | Namn                  | Land      | Första hoppet (meter) | Andra hoppet (meter) | Poäng | Totalpoäng i världscupen (Rank) |
| --------- | --------------------- | --------- | --------------------- | -------------------- | ----- | ------------------------------- |
| 1         | Gregor Schlierenzauer | Österrike | 232.5                 | 225.0                | 447.0 | 1461 (2)                        |
| 2         | Janne Ahonen          | Finland   | 212.5                 | 221.5                | 427.8 | 1246 (3)                        |
| 3         | Bjørn Einar Romøren   | Norge     | 209.5                 | 216.0                | 420.6 | 690 (11)                        |
| 4         | Anders Jacobsen       | Norge     | 210.0                 | 215.5                | 420.1 | 795 (6)                         |
| 5         | Anders Bardal         | Norge     | 209.5                 | 214.0                | 419.7 | 902 (5)                         |
| 19        | Thomas Morgenstern    | Österrike | 197.5                 | 194.5                | 373.9 | 1780 (1)                        |

 HS215 Planica, Slovenien

16 mars 2008
| Placering | Namn                  | Land      | Första hoppet (meter) | Andra hoppet (meter) | Poäng | Totalpoäng i världscupen (Rank) |
| --------- | --------------------- | --------- | --------------------- | -------------------- | ----- | ------------------------------- |
| 1         | Gregor Schlierenzauer | Österrike | 217.0                 | 231.0                | 442.1 | 1561 (2)                        |
| 2         | Martin Koch           | Österrike | 216.5                 | 229.5                | 435.2 | 569 (14)                        |
| 3         | Janne Happonen        | Finland   | 203.5                 | 220.5                | 418.8 | 755 (8)                         |
| 4         | Robert Kranjec        | Slovenien | 210.5                 | 214.5                | 418.5 | 233 (25)                        |
| 5         | Janne Ahonen          | Finland   | 200.0                 | 208.5                | 397.2 | 1291 (3)                        |
| 17        | Thomas Morgenstern    | Österrike | 184.5                 | 202.5                | 368.9 | 1794 (1)                        |

## Slutställning
| Placering | Hoppare               | 1   | 2   | 3   | 4   | 5   | 6   | 7   | 8   | 9   | 10  | 11  | 12  | 13  | 14  | 15  | 16  | 17  | 18  | 19  | 20  | 21  | 22  | 23  | 24  | 25  | 26  | 27  | Pts  |
| --------- | --------------------- | --- | --- | --- | --- | --- | --- | --- | --- | --- | --- | --- | --- | --- | --- | --- | --- | --- | --- | --- | --- | --- | --- | --- | --- | --- | --- | --- | ---- |
| 1.        | Thomas Morgenstern    | 100 | 100 | 100 | 100 | 100 | 100 | 60  | 100 | 40  | 80  | 60  | 50  | 80  | 45  | 60  | 80  | 100 | 100 | 100 | 32  | 45  | 22  | 32  | 32  | 50  | 12  | 14  | 1794 |
| 2.        | Gregor Schlierenzauer | 50  | 80  | 29  | 60  | 80  | 50  | 80  | 80  | 100 | 45  |     | 13  | 40  |     | 100 | 32  |     |     | 80  | 80  | 32  | 80  | 50  | 100 | 100 | 100 | 100 | 1561 |
| 3.        | Janne Ahonen          | 18  | 50  | 36  | 80  | 60  | 15  | 16  | 60  | 80  | 100 | 100 | 45  | 50  | 100 | 20  | 15  |     |     | 50  | 45  | 29  | 29  | 100 | 50  | 18  | 80  | 45  | 1291 |
| 4.        | Tom Hilde             | 60  | 60  | 40  | 36  |     | 60  | 24  | 50  | 32  | 40  |     | 100 | 100 | 80  | 40  | 36  | 45  | 22  | 32  | 24  | 36  | 50  | 60  | 45  | 80  | 40  | 36  | 1228 |
| 5.        | Anders Bardal         | 11  | 26  | 22  | 8   | 22  | 16  | 11  | 13  | 24  | 12  | 80  | 29  | 36  | 15  | 36  | 100 | 26  | 60  | 45  | 16  | 60  | 40  | 80  | 40  | 29  | 45  | 40  | 942  |
| 6.        | Anders Jacobsen       | 40  |     |     |     |     |     | 26  | 32  | 15  | 8   | 32  | 10  | 60  | 60  | 80  | 40  | 50  | 15  | 15  | 100 | 26  | 60  | 16  | 20  | 40  | 50  | 32  | 827  |
| 7.        | Andreas Küttel        | 12  | 29  | 18  | 22  | 10  | 36  | 100 | 26  | 36  | 29  | 6   | 36  | 11  | 14  | 29  | 45  | 29  | 36  | 60  | 40  | 16  | 9   | 10  | 80  |     | 26  | 13  | 778  |
| 8.        | Janne Happonen        | 2   |     |     | 18  | 6   |     |     | 22  | 13  | 18  | 22  | 6   | 8   | 36  | 26  | 4   | 80  | 80  | 26  | 22  | 20  | 100 | 45  | 60  | 45  | 36  | 60  | 755  |
| 9.        | Simon Ammann          | 32  | 32  | 24  | 16  | 40  | 22  | 7   | 45  | 29  | 60  |     | 5   | 26  | 18  | 32  | 60  | 24  | 26  | 22  | 50  | 24  | 45  | 20  |     | 20  | 20  | 29  | 728  |
| 10.       | Wolfgang Loitzl       | 10  | 40  | 60  | 45  | 50  | 45  | 50  | 40  | 26  | 32  |     | 60  | 29  | 20  | 50  | 11  | 36  | 14  | 20  | 18  | 3   | 12  | 9   | 13  | 7   | 6   | 9   | 715  |
| 11.       | Bjørn Einar Romøren   | 80  | 11  | 50  | 29  | 32  | 10  |     |     | 22  | 7   | 20  |     |     | 13  | 16  | 18  | 16  | 50  | 29  | 9   | 100 | 32  | 24  | 2   | 60  | 60  |     | 690  |
| 12.       | Adam Małysz           | 15  | 36  | 32  | 26  | 29  | 26  | 20  | 14  | 45  | 29  | 40  |     |     |     | 24  | 50  |     |     | 36  | 29  | 24  | 36  | 22  | 24  | 24  | 29  | 22  | 632  |
| 13.       | Andreas Kofler        |     | 20  | 80  | 32  | 36  | 80  | 45  |     | 11  |     |     | 15  | 32  | 24  | 13  | 20  | 22  | 12  | 9   | 10  | 40  | 26  | 18  | 36  | 32  | 8   | 6   | 627  |
| 14.       | Martin Koch           | 36  | 12  |     |     |     | 4   | 32  | 5   | 18  |     | 16  | 9   | 24  | 29  |     | 16  | 60  | 24  | 24  | 60  | 18  | 7   | 29  | 26  | 16  | 24  | 80  | 569  |
| 15.       | Jernej Damjan         | 9   | 45  | 45  | 45  | 14  | 29  | 18  | 18  | 16  | 13  |     | 45  | 26  | 10  | 24  |     |     | 40  | 26  | 80  |     |     |     | 8   |     | 4   | 7   | 522  |
| 16.       | Michael Neumayer      | 29  | 24  |     | 24  | 12  | 40  | 15  | 36  | 60  | 36  | 26  |     |     | 32  | 7   | 22  | 14  | 40  |     |     | 4   | 24  | 14  | 12  | 14  | 12  | 10  | 507  |
| 17.       | Roman Koudelka        |     | 22  | 13  | 50  | 50  | 20  |     | 15  | 50  | 1   | 24  |     | 20  | 11  | 22  | 14  |     |     |     | 14  | 36  | 9   | 13  | 26  |     |     | 1   | 411  |
| 18.       | Dmitrij Vasiljev\|    | 22  |     |     |     |     | 8   | 12  | 20  | 20  | 50  | 36  |     | 18  | 50  |     | 26  | 13  | 3   |     |     |     | 5   |     |     |     |     | 5   | 288  |
| 19.       | Matti Hautamäki       | 45  | 18  | 26  |     | 16  | 14  | 10  | 12  | 14  | 2   | 12  |     | 1   |     |     |     |     |     | 10  | 1   | 7   | 6   | 12  | 15  | 2   | 32  | 18  | 273  |
| 19.       | Martin Schmitt        | 3   |     | 2   |     |     |     |     | 24  | 12  | 24  | 50  | 18  | 16  | 5   | 14  |     | 9   |     |     |     |     |     | 40  |     | 15  | 15  | 26  | 273  |

|  | = Tysk-österrikiska backhopparveckan |

|  | = Nordic Tournament |

Förklaring
| - 1: Kuusamo (1 december 2007) - 2: Trondheim (8 december 2007) - 3: Trondheim (9 december 2007) - 4: Villach (13 december 2007) - 5: Villach (14 december 2007) - 6: Engelberg (22 december 2007) - 7: Engelberg (23 december 2007) - 8: Oberstdorf (30 december 2007) - 9: Garmisch-Partenkirchen (1 januari 2008) | - 10: Bischofshofen (5 januari 2008) - 11: Bischofshofen (6 januari 2008) - 12: Val di Fiemme (12 januari 2008) - 13: Val di Fiemme (13 januari 2008) - 14: Harrachov (20 januari 2008) - 15: Zakopane (25 januari 2008) - 16: Zakopane (27 januari 2008) - 17: Sapporo (2 februari 2008) - 18: Sapporo (3 januari 2008) | - 19: Liberec (8 februari 2008) - 20: Liberec (9 februari 2008) - 21: Willingen (17 februari 2008) - 22: Kuopio (3 mars 2008) - 23: Kuopio (4 mars 2008) - 24: Lillehammer (7 mars 2008) - 25: Oslo (9 mars 2008) - 26: Planica (14 mars 2008) - 27: Planica (16 mars 2008) |

### Nationscupen - slutställning
| Pos. | Nation    | Poäng |
| ---- | --------- | ----- |
| 1.   | Österrike | 6724  |
| 2.   | Norge     | 5303  |
| 3.   | Finland   | 3627  |
| 4.   | Schweiz   | 1752  |
| 5.   | Tyskland  | 1688  |
| 6.   | Slovenien | 1503  |
| 7.   | Ryssland  | 1001  |
| 8.   | Japan     | 888   |
| 9.   | Tjeckien  | 815   |
| 10.  | Polen     | 804   |
| 11.  | Frankrike | 541   |
| 12.  | Italien   | 86    |
| 13.  | Kazakstan | 54    |
| 14.  | Sverige   | 9     |
| 15.  | Sydkorea  | 6     |
| 16.  | USA       | 0     |
| 16.  | Kanada    | 0     |
| 16.  | Slovakien | 0     |
| 16.  | Bulgarien | 0     |
| 16.  | Ukraina   | 0     |
| 16.  | Estland   | 0     |
| 16.  | Belarus   | 0     |

## Lagvärldscupen

### Kuusamo
HS142 Kuusamo, Finland

30 november 2007
Noterbart:
- Thomas Morgenstern fall i sista hoppet, det längsta i deltävlingen.

| Plac | Nation    | Hoppare               | 1st (m) | 2nd (m) | Points |
| ---- | --------- | --------------------- | ------- | ------- | ------ |
| 1    | Norge     | Bjørn Einar Romøren   | 134.0   | 139.0   | 1152.8 |
| 1    | Norge     | Tom Hilde             | 138.5   | 136.5   | 1152.8 |
| 1    | Norge     | Anders Bardal         | 134.0   | 138.0   | 1152.8 |
| 1    | Norge     | Roar Ljøkelsøy        | 133.0   | 133.0   | 1152.8 |
| 2    | Österrike | Wolfgang Loitzl       | 129.5   | 125.0   | 1131.1 |
| 2    | Österrike | Martin Koch           | 136.5   | 136.0   | 1131.1 |
| 2    | Österrike | Gregor Schlierenzauer | 136.0   | 141.5   | 1131.1 |
| 2    | Österrike | Thomas Morgenstern    | 137.0   | 143.0   | 1131.1 |
| 3    | Finland   | Matti Hautamäki       | 124.0   | 135.5   | 1129.3 |
| 3    | Finland   | Harri Olli            | 133.0   | 132.5   | 1129.3 |
| 3    | Finland   | Arttu Lappi           | 137.0   | 141.0   | 1129.3 |
| 3    | Finland   | Janne Ahonen          | 132.5   | 140.5   | 1129.3 |

### Willingen
HS145 Willingen, Tyskland

16 februari 2008
| Plac | Nation    | Hoppare               | 1st (m) | 2nd (m) | Points |
| ---- | --------- | --------------------- | ------- | ------- | ------ |
| 1    | Norge     | Bjørn Einar Romøren   | 143.5   | 145.0   | 1052.4 |
| 1    | Norge     | Anders Bardal         | 137.5   | 136.0   | 1052.4 |
| 1    | Norge     | Tom Hilde             | 141.0   | 138.5   | 1052.4 |
| 1    | Norge     | Anders Jacobsen       | 143.0   | 136.0   | 1052.4 |
| 2    | Finland   | Janne Happonen        | 142.5   | 135.0   | 1035.4 |
| 2    | Finland   | Harri Olli            | 145.0   | 135.0   | 1035.4 |
| 2    | Finland   | Matti Hautamäki       | 136.0   | 133.5   | 1035.4 |
| 2    | Finland   | Janne Ahonen          | 137.5   | 136.0   | 1035.4 |
| 3    | Österrike | Andreas Kofler        | 131.5   | 132.5   | 999.4  |
| 3    | Österrike | Martin Koch           | 128.5   | 138.0   | 999.4  |
| 3    | Österrike | Gregor Schlierenzauer | 138.5   | 133.5   | 999.4  |
| 3    | Österrike | Thomas Morgenstern    | 140.0   | 140.5   | 999.4  |

### Lahtis
HS130 Lahtis, Finland

1 mars 2008

Deltävlingen avbruten på grund av starka vindar.

### Planica
HS215 Planica, Slovenien

15 mars 2008
Noterbart:
- Gregor Schlierenzauer förbättrade sitt österrikiska rekord, noterat föregående dag, till 233.5 meter. Med hoppet placerade sig Gregor Schlierenzauer tillsammans med Janne Ahonen på delad fjärdeplats över längsta backhopp genom tiderna.
- Anders Bardals hopp på 232.5 meter placerade honom liksom Gregor Schlierenzauer på sjätte plats bland tidernas längsta backhopp.

| Plac | Nation    | Hoppare               | 1st (m) | 2nd (m) | Points |
| ---- | --------- | --------------------- | ------- | ------- | ------ |
| 1    | Norge     | Tom Hilde             | 217.5   | 212.5   | 1715.1 |
| 1    | Norge     | Anders Jacobsen       | 219.5   | 210.5   | 1715.1 |
| 1    | Norge     | Anders Bardal         | 232.5   | 213.5   | 1715.1 |
| 1    | Norge     | Bjørn Einar Romøren   | 220.5   | 216.5   | 1715.1 |
| 2    | Finland   | Janne Happonen        | 218.5   | 227.5   | 1615.1 |
| 2    | Finland   | Matti Hautamäki       | 207.5   | 211.5   | 1615.1 |
| 2    | Finland   | Jussi Hautamäki       | 180.5   | 191.5   | 1615.1 |
| 2    | Finland   | Janne Ahonen          | 224.5   | 204.0   | 1615.1 |
| 3    | Österrike | Martin Koch           | 105.5   | 212.5   | 1482.1 |
| 3    | Österrike | Thomas Morgenstern    | 200.0   | 201.0   | 1482.1 |
| 3    | Österrike | Andreas Kofler        | 204.5   | 185.5   | 1482.1 |
| 3    | Österrike | Gregor Schlierenzauer | 233.5   | 225.5   | 1482.1 |

### Webbkällor
- Världscupställning, från fis-ski.com

Den här artikeln är helt eller delvis baserad på material från engelskspråkiga Wikipedia.